# ألان روبرت موراي
ألان روبرت موراي (بالإنجليزية: Alan Robert Murray)‏ هو محرر الصوت أمريكي، ولد في القرن العشرين.

## وصلات خارجية
- ألان روبرت موراي على موقع IMDb (الإنجليزية)
- ألان روبرت موراي على موقع ألو سيني (الفرنسية)
- ألان روبرت موراي على موقع قاعدة بيانات الفيلم (الإنجليزية)